# Трач Пилип
Пилип (Филип) Трач (26 вересня 1919, с. Підгайчики, Перемишлянський повіт, ЗУНР — 10 липня 2011, м. Клівленд, США) — український військовий  , офіцер 14-ї гренадерської дивізії військ СС «Галичина», унтерштурмфюрер (хорунжий), ветеранський і громадський діяч у діаспорі.

## Життєпис
Народився 26 вересня 1919 року в селі Підгайчики, Перемишлянського повіту ЗУНР.
Навчався у Політехнічному інституті в Берліні. В той час став членом ОУН та пройшов таємний вишкіл підстаршин і старшин (1940—1941) під керівництвом Євгена Побігущого.
Весною 1941 року перебував у Кракові. У зв'язку із досконалим знанням німецької мови потрапив перекладачем до дивізії Вермахту, брав участь у військовій кампанії на сході.
У 1943 році подав прохання про переведення до дивізії СС «Галичина», яка почала формуватися. Призначений командиром 1-го чоти 14-ї роти 30-го полку. Відзначився в боях під Штайбахом в Австрії у квітні 1945, здобувши в бою радянський кулемет та відбивши атаку противника. За цей подвиг нагороджений Залізним Хрестом 2-го класу. 25 квітня 1945 року привів свою чоту до присяги на вірність Україні у складі Української національної армії.
Після поранення до кінця війни перебував на лікуванні.
Згодом проживав у Мюнхені.
У 1952 році переїхав до США, працював інженером у різних компаніях. Брав активну участь у діяльності українських громадських організацій, був членом хору «Дніпро».
Помер 10 липня 2011 року, похований на цвинтарі «Holy Cross» у Клівленді.

## Праці
- Вступне слово до книги Романа Лазурка «На шляхах Европи».
- Стаття в газеті «Вісті» (квітень, 1951) Братства колишніх вояків 1 УД УНА.[3]
- Стаття. Филип Трач: «Останній наш маршрут…» Вісті комбатанта, ч. 4, 2009, ст. 94